# Fernande Barrey
Fernande Barrey (Saint-Valery-sur-Somme, 9 de enero de 1893-París, 14 de julio de 1960) fue una modelo de fotógrafos y pintores, y pintora.

## Biografía
Hacia 1908 se fue a vivir a París, donde se ganaba la vida como prostituta. Luego fue modelo de fotógrafos, como Jean Agélou, un maestro de la fotografía erótica, y también de pintores como Modigliani y Soutine.

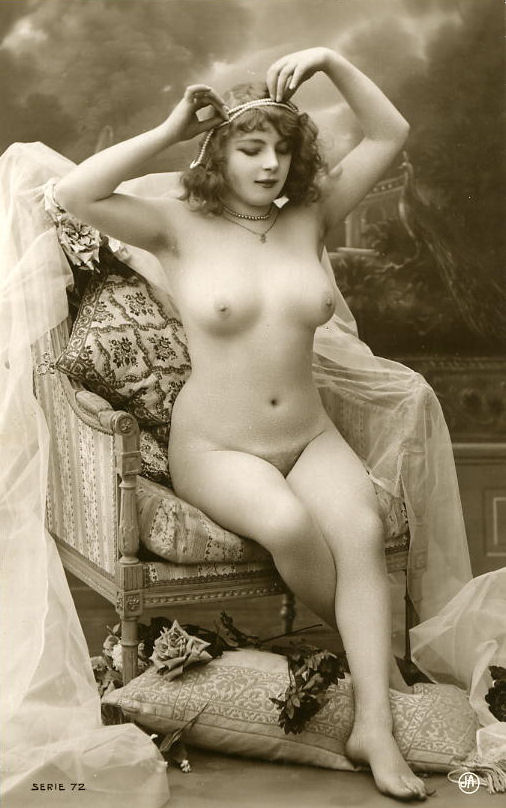
Fernande Barrey fotografiada por Jean Agélou (años 1910)

Siguiendo el consejo de sus amigos artistas, aprendió a pintar, pero nunca llegó a ser famosa. 
En 1917, en el café La Rotonde en el barrio parisino de Montparnasse conoció al pintor japonés Tsuguharu Foujita, que se enamoró locamente de ella y se casaron trece días después. En 1918, se fueron a vivir a Cagnes-sur-Mer (en el departamento de Alpes Marítimos), donde ella pasó un año pintando y reuniéndose con amigos parisinos. En esta época se hizo amiga de Jeanne Hébuterne, la prometida de Modigliani. Cuando él murió de tuberculosis en 1920, Fernande intentó, inútilmente, consolarla, pero Jeanne, que estaba embarazada de ocho meses, se suicidó.

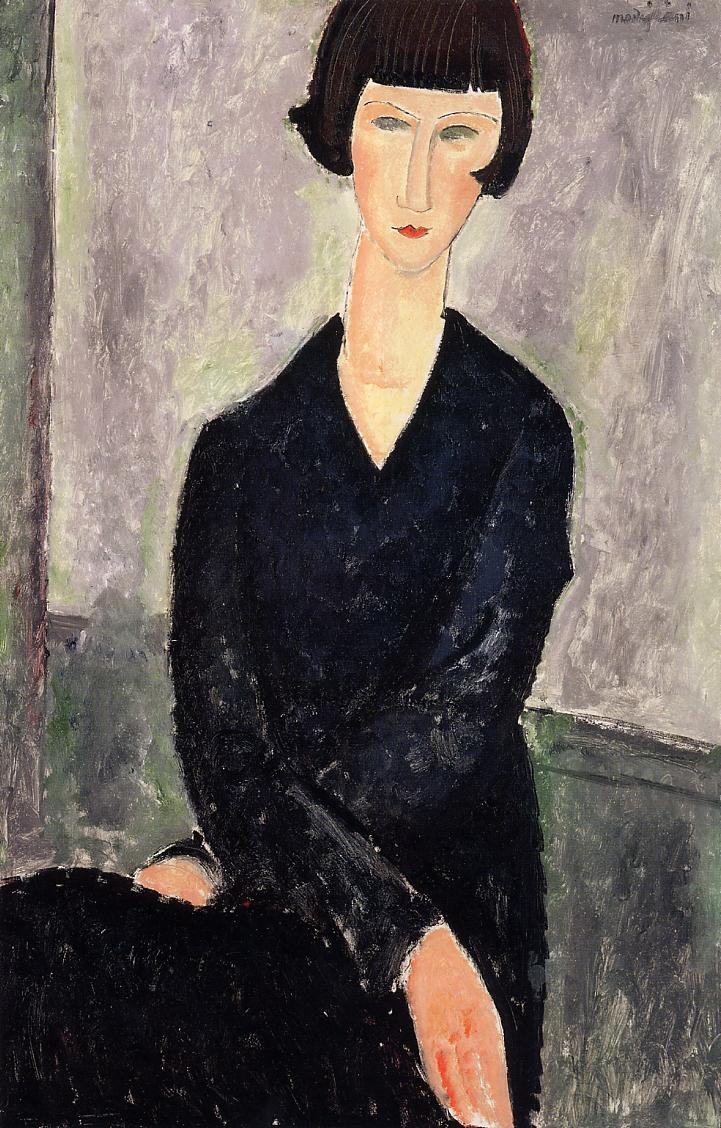
Retrato de Fernande Barrey por Amedeo Modigliani, 1917.

En 1925, la pareja tenía una relación muy abierta con personas de ambos sexos. Pero Tsuguharu Foujita no le perdonó su relación con el pintor Koyanagi, que era primo de él. Sin avisar a su mujer, Tsuguharu se fue a casa de la artista belga Lucie Badoul, permaneciendo allí durante tres días, mientras Fernande andaba buscando desesperadamente a su marido por todo París. 
En 1928, se divorciaron y ella se fue a vivir con Koyanagi en el barrio parisino de Montmartre. Cuando se separó de Koyanagi en 1935, su relación con Tsugouharu mejoró y él la ayudó económicamente hasta su muerte.